# تشارلز أيميه هالبن
تشارلز أيميه هالبن هو قسيس كندي، ولد في 30 أغسطس 1930 في مانيتوبا في كندا، وتوفي في 16 أبريل 1994 في ريجاينا في كندا.